# Movita Castaneda

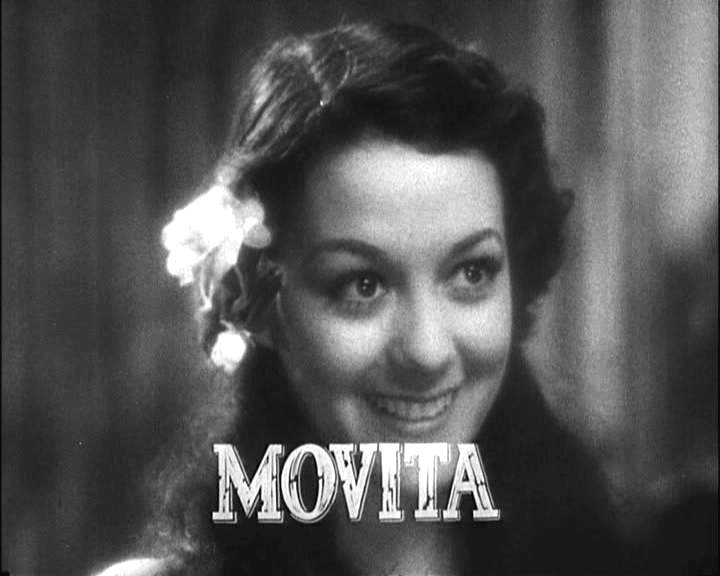
Dans Les Révoltés du Bounty (1935)

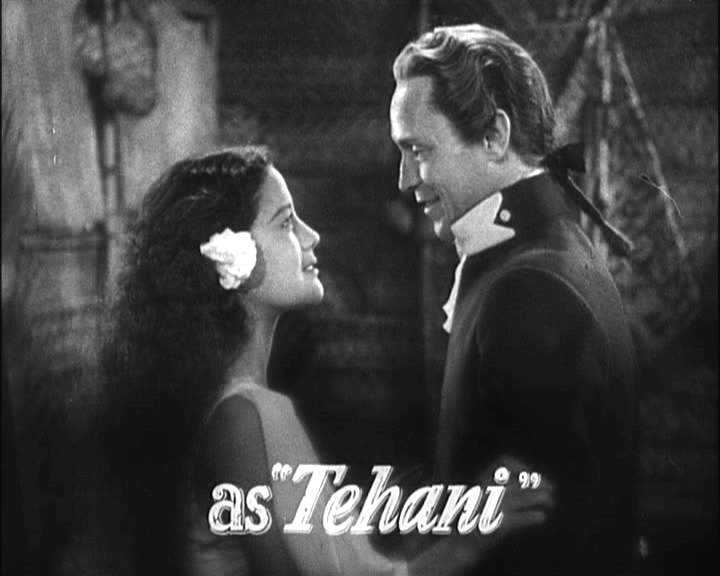
Avec Franchot Tone (même film)

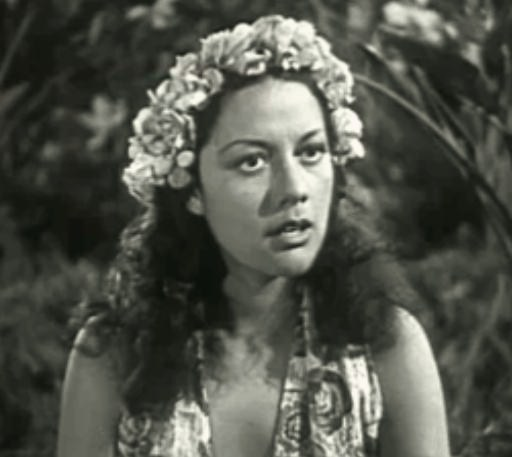
Dans Paradise Isle (1937)

Movita Castaneda (souvent créditée Movita, parfois Movita Castenada) est une actrice américaine, née Maria Luisa Casteñada le 4 décembre 1916 à Nogales (Arizona), et morte le 12 février 2015 à Los Angeles (Californie).

## Biographie
Au cinéma, Movita Castaneda apparaît dans vingt-huit films américains entre 1930 et 1955, dont plusieurs tournés en espagnol (notamment son premier en 1930), langue qu'elle pratique du fait de son ascendance mexicaine. D'ailleurs, elle participe aussi à deux films mexicains, en 1934 et 1937. Signalons également un film britannique en 1941.
Durant sa carrière au grand écran, elle interprète à plusieurs reprises des rôles 'exotiques'. Ainsi, elle est la tahitienne Tehani (sans doute son rôle le plus connu) dans Les Révoltés du Bounty de Frank Lloyd (version de 1935), avec Clark Gable (Fletcher Christian), Charles Laughton (Capitaine William Bligh) et Franchot Tone (Roger Byam) — plus tard, elle sera brièvement l'épouse de Marlon Brando, lequel personnifie Fletcher Christian dans le remake (même titre) de 1962 —. Et en 1937, elle tient un 'premier rôle' similaire dans Paradise Isle (en). Parmi ses autres films, mentionnons The Hurricane (1937, avec Dorothy Lamour et Jon Hall) de John Ford, qu'elle retrouvera dans Le Massacre de Fort Apache (1948, avec John Wayne, Henry Fonda et Shirley Temple) et Le Convoi des braves (1950, avec Ward Bond, Ben Johnson et Joanne Dru).
À la télévision, Movita Castaneda participe à trois séries, en 1951 et 1956, puis à deux téléfilms, en 1958 et 1977. Sa dernière prestation au petit écran est le rôle récurrent d’Ana, dans dix-sept épisodes du feuilleton télévisé Côte Ouest, de 1987 à 1989.
Movita Castaneda a eu deux enfants avec Marlon Brando : Miko (né en 1961) et Rebecca (née en 1966).

## Filmographie complète

### Au cinéma

#### Films américains, sauf mention contraire
- 1930 : El Dios del mar de Francisco Moreno et Edward D. Venturini
- 1933 : Carioca (Flying Down to Rio) de Thornton Freeland
- 1934 : La Buenaventura de William C. McGann
- 1934 : El Escándalo de Chano Urueta (film mexicain)
- 1934 : Tres Amores de Jesús Topete et Aubrey Scotto
- 1935 : Les Révoltés du Bounty (Mutiny on the Bounty) de Frank Lloyd
- 1935 : Señora casada necesita marido de James Tinling
- 1935 : The Tia Juana Kid de Jack Nelson
- 1935 : El Diablo del mar de Juan Duval
- 1936 : Captain Calamity de John Reinhardt
- 1936 : El Capitán Tormenta de John Reinhardt (version alternative en espagnol de Captain Calamity)
- 1937 : The Hurricane de John Ford
- 1937 : La Madrina des diablo de Ramón Peón (film mexicain)
- 1937 : Paradise Isle d'Arthur Greville Collins
- 1938 : Rose of the Rio Grande de William Nigh
- 1939 : Wolf Call de George Waggner
- 1939 : The Girl from Rio de Lambert Hillyer
- 1941 : Tower of Terror de Lawrence Huntington (film britannique)
- 1948 : Le Massacre de Fort Apache (Fort Apache) de John Ford
- 1949 : Feu rouge (Red Light) de Roy Del Ruth
- 1949 : The Mysterious Desperado de Lesley Selander
- 1950 : La Scandaleuse Ingénue (The Petty Girl) d'Henry Levin
- 1950 : Les Furies (The Furies) d'Anthony Mann
- 1950 : Federal Man de Robert Emmett Tansey
- 1950 : Le Convoi des braves (Wagon Master) de John Ford
- 1950 : Kim de Victor Saville
- 1953 : La Femme rêvée (Dream Wife) de Sidney Sheldon
- 1951 : Trois Troupiers (Soldiers Three) de Tay Garnett
- 1951 : Saddle Legion de Lesley Selander
- 1952 : Wild Horse Ambush de Fred C. Brannon
- 1953 : Vaquero (Ride, Vaquero !) de John Farrow
- 1955 : Apache Ambush de Fred F. Sears

### À la télévision
- 1951 : Série Les Aventures de Kit Carson (The Adventures of Kit Carson), Saison 1, épisode 14 The Desperate Sheriff de Lew Landers
- 1956 : Série General Electric Theater, Saison 4, épisode 15 Esteban's Legacy
- 1956 : Série Conflict, Saison unique, épisode 8 Silent Journey
- 1958 : Téléfilm Cool and Lam de Jacques Tourneur
- 1977 : Téléfilm Panic in Echo Park de John Llewellyn Moxey
- 1987-1989 : Feuilleton Côte Ouest (Knots Landing), Saison 9 et 10, dix-sept épisodes : Ana